# Exoribatula parvialatus
Exoribatula parvialatus är en kvalsterart som först beskrevs av Hammer 1958.  Exoribatula parvialatus ingår i släktet Exoribatula och familjen Hemileiidae. Inga underarter finns listade i Catalogue of Life.